# Армія Оборони Нагірно-Карабаської Республіки
А́рмія оборо́ни Нагі́рно-Караба́ської Респу́бліки (вірм. Լեռնային Ղարաբաղի Հանրապետության Պաշտպանության Բանակ) - військове угруповання, створене 9 травня 1992 року у складі збройних сил так званої Нагірно-Карабаської республіки, що об'єднало загони самооборони і регулярні війська, створені на початку 1990-х з метою захисту вірменського населення регіону від Радянської армії та ЗС Азербайджану.
В АОНКР перебувало 20 тисяч підготовлених та озброєних офіцерів і солдатів у бойовій готовності. Мобілізаційний резерв становив 20-30 тисяч осіб. До складу організації входили мотопіхотні, танкові, артилерійські частини і сили ППО.

## Створення
Засновниками армії були Роберт Кочарян (колишній президент Вірменії, перший головнокомандувач армії), Серж Саркісян (третій президент Вірменії), Вазген Саркісян (міністр оборони Вірменії 1992-93, міністр національної безпеки 1993-95, прем'єр Вірменії, прем'єр-міністр 1998-99), Монте Мелконян (відповідальний за Мартунинський район), Самвел Бабаян (Міністр оборони Нагірно-Карабаської Республіки з 1994 по 2000) та інші. Багато осіб, які служили в її лавах і в офіцерському корпусі в ході нагірно-карабаської війни були досвідченими ветеранами Радянської Армії, хто боровся з відзнакою в радянської війни в Афганістані.
Також над створенням організації працювали:
- Ахаян Самвел
- Зіневич Анатолій
- Іванян Христофор Іванович
- Карапетян Аркадій
- Оганян Сейран Мушегович
- Петросян Мурад
- Петросян Размік
- Тер-Тадевосян Аркадій Іванович

## Озброєння
На озброєнні організації перебувало від 177 до 316 танків, від 256 до 324 БМП і БТР, від 291 до 324 артилерійських гармат і мінометів (у тому числі до 26 РСЗВ БМ-21 «Град»), 2 літаки Су-25, 4 Мі-24 і 5 інших вертольотів.
АОНКР було тісно пов'язана з Армією Вірменії, які забезпечувала підготовку її військових кадрів, постачання озброєння і військового спорядження. За наявними оцінками, більше половини особового складу АОНКР — були жителі Вірменії, хоча, як заявляло керівництво Вірменії, на території НКР немає жодного її підрозділу.